# Klein-Zundert
Klein-Zundert (soms ook gespeld als Klein Zundert) is een dorp in de gemeente Zundert in de provincie Noord-Brabant. Per 1 januari 2023 telde het dorp 2.375 inwoners (CBS). Het dorp ligt een kilometer ten noorden van de plaats Zundert en is daar tegenwoordig aan vastgegroeid.

## Geschiedenis
Klein-Zundert is ouder dan Zundert, en reeds in 1157 was er sprake van een kerk aldaar, waarvan het patronaatsrecht toen in handen kwam van de Abdij van Tongerlo, hetgeen zo bleef tot 1823. De kerk stond echter in Raamberg, op 2 km ten noordoosten van het huidige Klein-Zundert. Ze was oorspronkelijk van tufsteen, en ze werd in 1516 en 1517 vergroot in baksteen.
In 1583 belegerde Parma de stad Antwerpen. Diverse troepen trokken door de streek. De bevolking moest vluchten en de huizen werden in brand gestoken. De kerk werd tot kruitmagazijn omgedoopt, maar de soldaten die er de wacht hielden werden vermoord. Uiteindelijk werd de aldus ontwijde kerk door Parma in brand gestoken. In 1588 volgde het beleg door Parma van Bergen op Zoom. Ook toen was er veel onrust. De pastoor, die zijn pastorie in het huidige Klein-Zundert had, droeg aldaar de mis op in een woning.
In 1609, tijdens het Twaalfjarig Bestand, werd de kerk provisorisch vernieuwd, en volledig herstel volgde van 1643-1646. Toen werden wapenglazen geplaatst die vervaardigd waren door Jean de la Habarre. Hendrik van Velmen vervaardigde de preekstoel. Doch twee jaar later, in 1648 werd de kerk door de hervormden genaast. Dezen gebruikten echter de kerk in het eigenlijke Zundert, en het bedehuis te Raamberg raakte in verval om in 1823 afgebroken te worden. De katholieken kerkten eerst in de pastorie. Omstreeks 1672 werd een schuurkerk gebouwd. In 1775 kwam hier een groter gebouw voor in de plaats. In 1823 werd deze nog vergroot en verfraaid, waartoe materialen van de gesloopte middeleeuwse kerk werden gebruikt en het werd beschreven als een klein gebouw van eenen fraaijen toren en een orgel voorzien. In 1909 werd ze echter gesloopt, daar de nieuwe Sint-Willibrorduskerk werd gebouwd.

## Bezienswaardigheden
- De Sint-Willibrorduskerk uit 1911.
- De dorpspomp uit 1856
- Lijst van gemeentelijke monumenten in Klein-Zundert

## Natuur en landschap
Klein-Zundert ligt in het beekdal van de Kleine Beek. Ten noorden hiervan loopt nog de Moersloot, een voormalige turfvaart die De Moeren via de Aa of Weerijs met Breda verbond.
Klein-Zundert wordt omringd door land- en tuinbouwgebied, terwijl ten noordwesten ook natuurgebieden zijn te vinden, zoals Pannenhoef en het reeds genoemde De Moeren, alsmede het particuliere landgoed Klein-Zundertse Heide, dat 155 ha omvat.

## Nabijgelegen kernen
Schijf, Sprundel, Rijsbergen, Zundert.
Dorpen: Achtmaal · Klein-Zundert · Rijsbergen · Wernhout · Zundert

Buurtschappen: Breedschot · De Kruispad · De Lent · Driehoek · Hazeldonk · Hellegat · Hulsdonk · Kaarschot · Klein-Oekel · Luitert · Maalbergen · Moeren · Oekel · Ostaaijen · Raamberg · Stuivezand · Tiggelt · Tiggeltscheberg · Weimeren · Wernhoutsburg · Wildert

Noord-Brabant: Steden en dorpen      Nederland: Provincies · Gemeenten